# Liste der Baudenkmale in Lenzen (Elbe)
In der Liste der Baudenkmale in Lenzen (Elbe) sind alle Baudenkmale der brandenburgischen Stadt Lenzen (Elbe) und ihrer Ortsteile aufgelistet. Grundlage ist die Veröffentlichung der Landesdenkmalliste mit dem Stand vom 31. Dezember 2020.

## Legende
In den Spalten befinden sich folgende Informationen:
- ID-Nr.: Die Nummer wird vom Brandenburgischen Landesamt für Denkmalpflege vergeben. Ein Link hinter der Nummer führt zum Eintrag über das Denkmal in der Denkmaldatenbank. In dieser Spalte kann sich zusätzlich das Wort Wikidata befinden, der entsprechende Link führt zu Angaben zu diesem Denkmal bei Wikidata.
- Lage: die Adresse des Denkmales und die geographischen Koordinaten. Link zu einem Kartenansichtstool, um Koordinaten zu setzen. In der Kartenansicht sind Denkmale ohne Koordinaten mit einem roten beziehungsweise orangen Marker dargestellt und können in der Karte gesetzt werden. Denkmale ohne Bild sind mit einem blauen bzw. roten Marker gekennzeichnet, Denkmale mit Bild mit einem grünen beziehungsweise orangen Marker.
- Bezeichnung: Bezeichnung in den offiziellen Listen des Brandenburgischen Landesamtes für Denkmalpflege. Ein Link hinter der Bezeichnung führt zum Wikipedia-Artikel über das Denkmal.
- Beschreibung: die Beschreibung des Denkmales
- Bild: ein Bild des Denkmales und gegebenenfalls einen Link zu weiteren Fotos des Baudenkmals im Medienarchiv Wikimedia Commons

## Allgemein
| ID-Nr.   | Lage                 | Bezeichnung                                             | Beschreibung | Bild                                                    |
| -------- | -------------------- | ------------------------------------------------------- | ------------ | ------------------------------------------------------- |
| 09160759 | Lenzen (Elbe) (Lage) | Satzung zum Schutz des Denkmalbereiches Altstadt Lenzen |              | Satzung zum Schutz des Denkmalbereiches Altstadt Lenzen |

## Baudenkmale

### Breetz
| ID-Nr.                           | Lage                         | Bezeichnung                                                | Beschreibung                              | Bild                                                       |
| -------------------------------- | ---------------------------- | ---------------------------------------------------------- | ----------------------------------------- | ---------------------------------------------------------- |
| 09160723                         | Kastanienallee 3 (Lage)      | Wohnhaus                                                   |                                           | Wohnhaus                                                   |
| 09160814                         | Kastanienallee 6 (Lage)      | Wohnhaus                                                   |                                           | Wohnhaus                                                   |
| 09160815                         | Kastanienallee 7 (Lage)      | Wohnhaus mit Wirtschaftsteil                               |                                           | Wohnhaus mit Wirtschaftsteil                               |
| 09161777 Teilobjekt zu: 09160815 | Kastanienallee 7 (Lage)      | Wirtschaftsgebäude                                         | an der rechten Giebelseite des Wohnhauses | BW                                                         |
| 09160724                         | Kastanienallee 8 (Lage)      | Wohnhaus mit Wirtschaftsgebäude                            |                                           | Wohnhaus mit Wirtschaftsgebäude                            |
| 09161658 Teilobjekt zu: 09160724 | Kastanienallee 8 (Lage)      | Wirtschaftsgebäude                                         |                                           | BW                                                         |
| 09160725                         | Kastanienallee 9 (Lage)      | Wohnhaus                                                   |                                           | Wohnhaus                                                   |
| 09160816                         | Kastanienallee 12 (Lage)     | Wohnhaus                                                   |                                           | Wohnhaus                                                   |
| 09160817                         | Kastanienallee 14, 15 (Lage) | Wohnhaus (Nr. 14) und zwei Wirtschaftsgebäude (Nr. 14, 15) |                                           | Wohnhaus (Nr. 14) und zwei Wirtschaftsgebäude (Nr. 14, 15) |
| 09161778 Teilobjekt zu: 09160817 | Kastanienallee 14 (Lage)     | Stall                                                      | hinter dem Wohnhaus                       | BW                                                         |
| 09161779 Teilobjekt zu: 09160817 | Kastanienallee 15 (Lage)     | Scheune                                                    | rechts vom Wohnhaus                       | BW                                                         |

### Eldenburg
| ID-Nr.   | Lage             | Bezeichnung | Beschreibung | Bild        |
| -------- | ---------------- | ----------- | --- | ----------- |
| 09160079 | Schloßhof (Lage) | Quitzowturm | Um 1600 wurde die Wasserburg zu einem Schloss ausgebaut. Dieses Schloss wurde 1949 abgerissen. Der ehemalige Kerkerturm blieb stehen. Es ist ein Putzbau, wahrscheinlich aus dem Spätmittelalter. 1904 wurde der Turm mit einem Pyramidendach abgeschlossen, er war vorher abgebrannt. | Quitzowturm |

### Lenzen (Elbe)
| ID-Nr.                            | Lage | Bezeichnung | Beschreibung | Bild |
| --------------------------------- | --- | --- | --- | --- |
| 09160294                          | (Lage) | Kirchplatz | Der Kirchplatz ist der Platz, auf dem die Kirche steht. | Kirchplatz |
| 09160693                          | (Lage) | Stadtpfarrkirche St. Katharinen                                                                                      | Die Kirche entstand im Mittelalter, der genaue Bauhergang ist ungeklärt. In den Jahren 1646 und 1703 brannte die Kirche, sie wurde danach immer wieder aufgebaut. 1751 stürzte der Turm ein, auch er wurde wiederhergestellt. Im Inneren eine Taufe aus dem Jahr 1486 und ein Altar aus dem Jahr 1652. | weitere Bilder |
| 09160796                          | südlich der Stadt, nahe der Anlegestelle der Fähre Lenzen–Pevestorf (Lage)                                                                                   | Grenzturm, südwestlich der Stadt am nördlichen Elbufer                                                               | Der Betonturm wurde zwischen 1980 und 1989 gebaut und diente den DDR-Grenztruppen. Er wird heute als Aussichtsturm genutzt und enthält eine kleine Ausstellung über die DDR-Grenze. | weitere Bilder |
| 09160797                          | südöstlich der Stadt, am nördlichen Ufer der Elbe, auf einer kleinen Anhöhe hinter dem Elbdeich, unweit eines als Schwarzer Weg bezeichneten Fahrwegs (Lage) | Grenzturm, südöstlich der Stadt am nördlichen Elbufer, Nähe Schwarzer Weg                                            | Der Betonturm mit Flachdach diente den DDR-Grenztruppen und wurde zwischen 1980 und 1989 gebaut. Er liegt südöstlich der Stadt. | Grenzturm, südöstlich der Stadt am nördlichen Elbufer, Nähe Schwarzer Weg                                            |
| 09160254                          | (Lage) | Gedenkstein für den Deichhauptmann Adolf Freiherr von Wangenheim-Wake                                                | | Gedenkstein für den Deichhauptmann Adolf Freiherr von Wangenheim-Wake                                                |
| 09160307                          | (Lage) | Gedenkstein zur Erinnerung an den Beginn des Straßenbaus nach Mödlich                                                | | Gedenkstein zur Erinnerung an den Beginn des Straßenbaus nach Mödlich                                                |
| 09160253                          | () | Gedenkstein zur Erinnerung an den Beginn des Straßenbaus nach Grabow                                                 | | ein Bild hochladen                                                                                                   |
| 09161292                          | (Lage) | Pegelturm | | Pegelturm |
| 09160243                          | Berliner Straße (Lage) | Postmeilensäule | | Postmeilensäule |
| 09160244                          | Berliner Straße 1/2 (Lage) | Pfarrhaus | | Pfarrhaus |
| 091611129 Teilobjekt zu: 09160244 | Berliner Straße 1/2 (Lage) | Wirtschaftsgebäude                                                                                                   | rechtwinklig an das Pfarrhaus anschließend | BW |
| 09160245                          | Berliner Straße 3 (Lage) | Wohnhaus | Das Haus ist unbewohnt und zerfällt (Stand 6. August 2011). | Wohnhaus |
| 09160246                          | Berliner Straße 4 (Lage) | Wohnhaus | | Wohnhaus |
| 09160247                          | Berliner Straße 5 (Lage) | Wohnhaus | Das Haus ist unbewohnt und zerfällt (Stand 6. August 2011). | Wohnhaus |
| 09160248                          | Berliner Straße 6 (Lage) | Wohnhaus mit zwei Hofgebäuden und Hofpflasterung                                                                     | | Wohnhaus mit zwei Hofgebäuden und Hofpflasterung                                                                     |
| 091611029 Teilobjekt zu: 09160248 | Berliner Straße 6 (Lage) | Hofgebäude | zwei an das Wohnhaus anschließende Bauten | BW |
| 09160249                          | Berliner Straße 7 (Lage) | Wohnhaus mit Stumpfem Turm                                                                                           | Der „Stumpfe Turm“ ist ein Teil der ehemaligen Stadtbefestigung. Er war einer der drei Stadttore. | Wohnhaus mit Stumpfem Turm                                                                                           |
| 09160250                          | Berliner Straße 8 (Lage) | Wohnhaus | | Wohnhaus |
| 09161040                          | Berliner Straße 11 (Lage) | Wohnhaus | | Wohnhaus |
| 09160251                          | Berliner Straße 16, 16a (Lage) | Wohnhaus | | Wohnhaus |
| 09160934                          | Berliner Vorstadt 3 (Lage) | Wohnhaus und Wirtschaftsgebäude                                                                                      | | BW |
| 09160935 Teilobjekt zu: 09160934  | Berliner Vorstadt 3 (Lage) | Wirtschaftsgebäude                                                                                                   | parallel zum Wohnhaus | BW |
| 09160252                          | Burgstraße 3 (Lage) | Burganlage mit Burggarten                                                                                            | Die mittelalterliche Anlage geht wahrscheinlich auf eine slawische Burganlage zurück. Erwähnt wurde die Burg bereits 929. Im Inneren befindet sich das Heimatmuseum. Weiter wird die Burg als Tagungs- und Besucherzentrum genutzt.                                                                    | weitere Bilder |
| 09161487 Teilobjekt zu: 09160252  | Burgstraße 3 (Lage) | Bergfried | Datiert auf Ende des 13. Jahrhunderts | BW |
| 09161200 Teilobjekt zu: 09160252  | Burgstraße 3 (Lage) | Amtshaus | im Süden an den Bergfried anschließend | BW |
| 09161202 Teilobjekt zu: 09160252  | Burgstraße 3 (Lage) | Scheune | nördlich des Bergfrieds. heute als Museum genutzt | BW |
| 09161203 Teilobjekt zu: 09160252  | Burgstraße 3 (Lage) | Burggarten | Ende der 1920er Jahre, von der Firma Ludwig Späth aus Berlin | BW |
| 09161097                          | Friedrich-Ludwig-Jahn-Straße 26 (Lage) | Villa mit Nebengebäude, Hofpflasterung und Einfriedung                                                               | | BW |
| 09161098 Teilobjekt zu: 09161097  | Friedrich-Ludwig-Jahn-Straße 26 (Lage) | Stall und Wirtschaftsgebäude                                                                                         | | BW |
| 09160255                          | Hamburger Straße 1 (Lage) | Wohnhaus | | Wohnhaus |
| 09161131                          | Hamburger Straße 25 (Lage) | Wohnhaus | | Wohnhaus |
| 09160256                          | Hamburger Straße 39 (Lage) | Wohnhaus | | Wohnhaus |
| 09160257                          | Hamburger Straße 40 (Lage) | Wohnhaus mit zwei Seitengebäuden                                                                                     | | Wohnhaus mit zwei Seitengebäuden                                                                                     |
| 09161488 Teilobjekt zu: 09160257  | Hamburger Straße 40 (Lage) | Seitenflügel | in der Nebenstraße | BW |
| 09161489 Teilobjekt zu: 09160257  | Hamburger Straße 40 (Lage) | Torhaus | in der Nebenstraße an den Seitenflügel angrenzend | BW |
| 09160975                          | Hamburger Straße 46 (Lage) | Wohnhaus mit Ladengeschäft und -einrichtung sowie Werkstattgebäude mit technischer Ausrüstung und die Hofpflasterung | | Wohnhaus mit Ladengeschäft und -einrichtung sowie Werkstattgebäude mit technischer Ausrüstung und die Hofpflasterung |
| 09160976 Teilobjekt zu: 09160975  | Hamburger Straße 46 (Lage) | Werkstattgebäude und Schmiede                                                                                        | | BW |
| 09160258                          | Hamburger Straße 49 (Lage) | Wohnhaus | | Wohnhaus |
| 09160259                          | Hamburger Straße 50 (Lage) | Wohnhaus | | weitere Bilder |
| 09161046                          | Hamburger Straße 59 (Lage) | Wohnhaus mit drei Wirtschaftsgebäuden, Scheune und Hofpflasterung                                                    | | Wohnhaus mit drei Wirtschaftsgebäuden, Scheune und Hofpflasterung                                                    |
| 09161047 Teilobjekt zu: 09161046  | Hamburger Straße 59 (Lage) | Wirtschaftsgebäude                                                                                                   | rechts hinter dem Wohnhaus | BW |
| 09161048 Teilobjekt zu: 09161046  | Hamburger Straße 59 (Lage) | Wirtschaftsgebäude                                                                                                   | links hinter dem Wohnhaus | BW |
| 09161049 Teilobjekt zu: 09161046  | Hamburger Straße 59 (Lage) | Stall | auf der linken Hofseite | BW |
| 09161050 Teilobjekt zu: 09161046  | Hamburger Straße 59 (Lage) | Scheune | auf der Rückseite des Grundstücks | BW |
| 09160260                          | Kellerstraße 1 (Lage) | Wohnhaus | | Wohnhaus |
| 09160261                          | Kellerstraße 2 (Lage) | Wohnhaus | | Wohnhaus |
| 09160262                          | Kellerstraße 3 (Lage) | Wohnhaus | | Wohnhaus |
| 09160263                          | Kellerstraße 4 (Lage) | Rathaus | | weitere Bilder |
| 09160981                          | Kellerstraße 6 (Lage) | Wohnhaus mit Seitengebäude                                                                                           | | Wohnhaus mit Seitengebäude                                                                                           |
| 09161082 Teilobjekt zu: 09160981  | Kellerstraße 6 (Lage) | Wohnhaus | Seitengebäude | BW |
| 09160983                          | Kellerstraße 7 (Lage) | Wohnhaus mit Scheune und Stall                                                                                       | | Wohnhaus mit Scheune und Stall                                                                                       |
| 09161085 Teilobjekt zu: 09160983  | Kellerstraße 7 (Lage) | Scheune | im hinteren Bereich des Grundstücks | BW |
| 09161084 Teilobjekt zu: 09160983  | Kellerstraße 7 (Lage) | Stall | auf dem Hof vor der Scheune | BW |
| 09160264                          | Kellerstraße 25 (Lage) | Wohnhaus | | Wohnhaus |
| 09160265                          | Kellerstraße 26 (Lage) | Wohnhaus | | Wohnhaus |
| 09160266                          | Neustadtstraße 2 (Lage) | Wohnhaus | | Wohnhaus |
| 09160267                          | Neustadtstraße 3 (Lage) | Wohnhaus | | Wohnhaus |
| 09160268                          | Neustadtstraße 4 (Lage) | Wohnhaus | | Wohnhaus |
| 09160269                          | Neustadtstraße 5 (Lage) | Wohnhaus und Reste der Stadtmauer                                                                                    | | BW |
| 09160270                          | Neustadtstraße 6 (Lage) | Wohnhaus | | Wohnhaus |
| Neustadtstraße                    | Neustadtstraße 7 (Lage) | Wohnhaus | | Wohnhaus |
| 09160272                          | Neustadtstraße 8 (Lage) | Wohnhaus | | Wohnhaus |
| 09160273                          | Neustadtstraße 9 (Lage) | Wohnhaus | | Wohnhaus |
| 09160274                          | Neustadtstraße 10 (Lage) | Wohnhaus | | Wohnhaus |
| 09160275                          | Neustadtstraße 11 (Lage) | Wohnhaus | | Wohnhaus |
| 09160276                          | Neustadtstraße 12 (Lage) | Wohnhaus | | Wohnhaus |
| 09160277                          | Neustadtstraße 13 (Lage) | Wohnhaus | | Wohnhaus |
| 09160278                          | Neustadtstraße 14 (Lage) | Wohnhaus | | Wohnhaus |
| 09160279                          | Neustadtstraße 15 (Lage) | Wohnhaus | | Wohnhaus |
| 09160280                          | Neustadtstraße 16 (Lage) | Wohnhaus | | Wohnhaus |
| 09160281                          | Neustadtstraße 17 (Lage) | Wohnhaus | | Wohnhaus |
| 09160282                          | Neustadtstraße 18 (Lage) | Wohnhaus | | Wohnhaus |
| 09160283                          | Neustadtstraße 20 (Lage) | Wohnhaus | | Wohnhaus |
| 09160284                          | Neustadtstraße 21 (Lage) | Wohnhaus | | Wohnhaus |
| 09160285                          | Neustadtstraße 34 (Lage) | Wohnhaus | | Wohnhaus |
| 09160286                          | Neustadtstraße 35 (Lage) | Wohnhaus | | Wohnhaus |
| 09160288                          | Neustadtstraße 38 (Lage) | Wohnhaus | | Wohnhaus |
| 09160289                          | Neustadtstraße 39 (Lage) | Wohnhaus | | Wohnhaus |
| 09160292                          | Neustadtstraße 42 (Lage) | Wohnhaus | | Wohnhaus |
| 09160293                          | Neustadtstraße 43 (Lage) | Wohnhaus | | Wohnhaus |
| 09161227                          | Rathausstraße 4 (Lage) | Wohnhaus | | Wohnhaus |
| 09160295                          | Schulstraße 2 (Lage) | Wohnhaus | | Wohnhaus |
| 09161944                          | Schulstraße 8 (Lage) | Wohnhaus | | BW |
| 09160296                          | Schulstraße 9 (Lage) | Gesamtschule | | Gesamtschule |
| 09160297                          | Schulstraße 10 (Lage) | Wohnhaus | | BW |
| 09161148                          | Seetorstraße 3 (Lage) | Wohnhaus | | Wohnhaus |
| 09160298                          | Seetorstraße 4 (Lage) | Wohnhaus | | Wohnhaus |
| 09160299                          | Seetorstraße 14 (Lage) | Wohnhaus | | Wohnhaus |
| 09160795                          | Seetorstraße 22 (Lage) | Gehöft, bestehend aus Wohnhaus, drei Wirtschaftsgebäuden und Einfriedung                                             | | Gehöft, bestehend aus Wohnhaus, drei Wirtschaftsgebäuden und Einfriedung                                             |
| 09161750 Teilobjekt zu: 09160795  | Seetorstraße 22 (Lage) | Stall | links auf dem Hof | BW |
| 09161751 Teilobjekt zu: 09160795  | Seetorstraße 22 (Lage) | Stall | rechts auf dem Hof | BW |
| 09161752 Teilobjekt zu: 09160795  | Seetorstraße 22 (Lage) | Scheune | hintere Hofseite | BW |
| 09161753 Teilobjekt zu: 09160795  | Seetorstraße 22 (Lage) | Einfriedung | | BW |
| 09161084                          | Seetorstraße 26 (Lage) | Wohnhaus mit Seitenflügel, Stallgebäude, Scheune und Reste der Hofpflasterung                                        | | Wohnhaus mit Seitenflügel, Stallgebäude, Scheune und Reste der Hofpflasterung                                        |
| 09161085 Teilobjekt zu: 09161084  | Seetorstraße 26 (Lage) | Stall | an der rechten Grundstücksgrenze | BW |
| 09161086 Teilobjekt zu: 09161084  | Seetorstraße 26 / Elise-Lensing-Weg (Lage) | Scheune + Stall | zum Elise-Lensing-Weg | BW |
| 09160300                          | Seetorstraße 30 (Lage) | Ehemalige Posthalterei mit Hofseitenflügel                                                                           | | Ehemalige Posthalterei mit Hofseitenflügel                                                                           |

### Mellen
| ID-Nr.            | Lage                   | Bezeichnung | Beschreibung | Bild           |
| ----------------- | ---------------------- | ----------- | --- | -------------- |
| 09160763 Wikidata | Warnower Straße (Lage) | Dorfkirche  | Die evangelische Kirche ist in der Mitte des 14. Jahrhunderts erbaut worden. Im Inneren befindet sich ein spätgotischer Schnitzaltar. | weitere Bilder |

### Moor
| ID-Nr.                           | Lage                     | Bezeichnung                         | Beschreibung             | Bild                                |
| -------------------------------- | ------------------------ | ----------------------------------- | ------------------------ | ----------------------------------- |
| 09160080                         | Prignitzstraße 2 (Lage)  | Hallenhaus                          |                          | BW                                  |
| 09160839                         | Prignitzstraße 2b (Lage) | Wohnhaus mit Resten der Einfriedung |                          | Wohnhaus mit Resten der Einfriedung |
| 09161799 Teilobjekt zu: 09160839 | Prignitzstraße 2b (Lage) | Einfriedung                         | links neben dem Wohnhaus | BW                                  |

### Rambow
| ID-Nr.                           | Lage              | Bezeichnung                   | Beschreibung | Bild               |
| -------------------------------- | ----------------- | ----------------------------- | --- | ------------------ |
| 09161962 Wikidata                | Dorfstraße (Lage) | Dorfkirche mit Kirchhofsmauer | Die evangelische Kirche wurde 1887 erbaut. Es ist ein neugotischer Saalbau aus Backstein. Der Westturm ist eingezogen. Von 1987 bis 1988 wurde die Kirche renoviert. | weitere Bilder     |
| 09161963 Teilobjekt zu: 09161962 | Dorfstraße ()     | Orgel                         | | ein Bild hochladen |
| 09161964 Teilobjekt zu: 09161962 | Dorfstraße ()     | Glocke                        | von 1714 | ein Bild hochladen |
| 09161965 Teilobjekt zu: 09161962 | Dorfstraße ()     | Glocke                        | von 1951 | ein Bild hochladen |

### Seedorf
| ID-Nr.                           | Lage                   | Bezeichnung       | Beschreibung | Bild               |
| -------------------------------- | ---------------------- | ----------------- | --- | ------------------ |
| 09160735                         | Löcknitzstraße (Lage)  | Dorfkirche        | Die Kirche wurde 1754 erbaut. Es ist ein Saalbau mit einer Apsis und einem Westturm. Der Turm trägt eine geschweifte Haube. Im Inneren befindet sich ein Kanzelaltar, dieser wurde um 1900 stark verändert. Der Orgelprospekt stammt aus den Jahren 1760/1763. | Dorfkirche         |
| 09160988 Teilobjekt zu: 09160735 | Löcknitzstraße ()      | Orgel             | | ein Bild hochladen |
| 09160083                         | Zur Kegelbahn ()       | Gehöft (Hof X)    | | ein Bild hochladen |
| 09160081                         | Zur Kegelbahn 5 (Lage) | Gehöft (Hof VI)   | | Gehöft (Hof VI)    |
| 09160082                         | Zur Kegelbahn 7 (Lage) | Gehöft (Hof VIII) | | Gehöft (Hof VIII)  |